# Harmodio Arias Madrid
Harmodio Arias Madri (3 de julho de 1886 em Penonomé, Panamá - 1962, Estados Unidos) político, embaixador e advogado panamenho, foi o 16° presidente do Panamá.

## Biografia
Foi filho de Antonio Arias e Carmen Madrid, tinha três irmãos. Estudou direito em Southport, Inglaterra, e se graduou da Universidade de Cambridge. Como advogado trabalhou por muitos anos no escritório Fábrega y Arias.
Após sua entrada na política, rapidamente converteu-se em subsecretário de Estado para Assuntos Exteriores e Membro Associado da representante da Comissão Codificadora do Panamá na Argentina e nos Estados Unidos. Durante estes anos também foi professor de direito romano e de direito internacional. Também era membro da Academia da História em Buenos Aires e Caracas, bem como da Sociedade Panamenha de Direito Internacional. Nos anos 1910 a 1912 atuou principalmente como escritor técnico.
Em 5 de junho de 1932 foi nomeado sucessor do então presidente do Panamá Ricardo Joaquín Alfaro e permaneceu no cargo até o fim do mandato em 1 de outubro de 1936. Foi sucedido por Juan Demóstenes Arosemena.
Reconhecido como intelectual crítico e erudito, entre suas diversas obras se destacam: “Algo sobre Soberanía territorial”; “Tendencias Democráticas”; “Influencia extranjera en la cultura nacional”; “El patrimonio en relación con la enseñanza”; “La política internacional de Bolívar”; “Relaciones entre Panamá y los Estados Unidos”; “Estudio sobre la Soberanía de Panamá en la Zona del Canal”; “Sobre soberanía nacional”, e “Sobre interpretaciones del Convenio de 1942”.
Faleceu em 23 de dezembro de 1962 nos Estados Unidos em um avião que o levaria de volta ao Panamá.